# Różan
Różan là một thị trấn thuộc huyện Makowski, tỉnh Mazowieckie ở trung-đông Ba Lan. Thị trấn có diện tích 7 km². Đến ngày 1 tháng 1 năm 2011, dân số của thị trấn là 2630 người và mật độ 395 người/km².